# زایلومتازولین
زایلومتازولین دارویی است که برای کاهش علائم احتقان بینی، رینیت آلرژیک و سینوزیت استفاده می‌شود. استفاده بیش از هفت روز و در افراد کمتر از سه ماه نیز توصیه نمی‌شود و برخی می‌گویند کمتر از ۶ سال نباید استفاده شود.
زایلومتازولین به‌طور مستقیم در بینی به عنوان اسپری یا قطره استفاده می‌شود، عوارض جانبی شامل خواب مشکل، سوزش بینی، حالت تهوع و سردرد است.
استفاده طولانی مدت به دلیل رینیت دارویی که متوقف شود توصیه نمی‌شود. استفاده در دوران بارداری توصیه نمی‌شود.
زایلومتازولین در خانواده‌های آگونیست‌های تجزیه کننده و آلفا آدرنرژیک دارو است، و در سال ۱۹۵۶ ثبت اختراع شد و در سال ۱۹۵۹ به استفاده پزشکی رسید.
این دارو در لیست داروهای ضروری سازمان بهداشت جهانی، ایمن‌ترین و موثرترین داروهای مورد نیاز در یک سیستم بهداشتی است.
زایلومتازولین به عنوان داروی عمومی در دسترس است.
فارماکودینامیک:
زایلومتازولین یک آلفا آگونیست آدرنرژیک سمپاتومیمتیک مستقیم است که برای القای انقباض عروقی سیستمیک و در نتیجه کاهش احتقان بینی استفاده می‌شود.
موارد منع مصرف:
مصرف همزمان با مهارکننده‌های مونوآمین اکسیداز، بیماری قلبی

## عوارض جانبی زایلومتازولین
اضطراب، گیجی، لرزش، سوزش، خشکی بینی، احتقان بینی بازگشتی

### تداخلات دارویی
دوکساپرام، آمی تریپتیلین، ایمی پرامین، ترازودون، ترانیل سیپرومین،  تریمی پرامین، دسیپرامین، پروتریپتیلین، دسفلوران، ایزوکربوکسازید، متوکسی فلوران،  لوفپرامین، ارگولوئید مسیلات، کلومیپرامین، یوهمبین، ارگوتامین، لینزولید، آموکساپین، فنلزین، دوکسپین، دی هیدرو ارگوتامین، سلژیلین، سووفلوران، نورتریپتیلین، کابرگولین و اِتر

### هشدار نحوه مصرف
زایلومتازولین را از طریق دهان مصرف نکنید. فقط در بینی استفاده کنید. دور از دهان و چشمان خود نگه دارید (ممکن است بسوزاند)